# Ray Luv
Ray Luv, a właściwie Ray Tyson (ur. 16 lipca 1972 w San Francisco w stanie Kalifornia) – amerykański raper, znany również jako MC ROC.

## Kariera
Ray zaczął swoją solową karierę od współpracy z Tupakiem Shakurem w zespole Strictly Dope. Wczesną karierę rozwijał dorastając w Santa Rosa nagrywając w wytwórniach Strictly Business i Young Black Brotha. Jego pierwszy przydomek, MC ROC, został mu nadany przez Tupaca. Wydał sześć solowych albumów, z czego jeden, Forever Huslin' , zajął 39 pozycję w notowaniu Top R&B/Hip-Hop Albums.
Ray Luv jest współwłaścicielem internetowej telewizji Pushin' The Bay TV, razem z innym raperem Emcee T.

## Dyskografia

### Albumy
- 1993: Who Can Be Trusted?
- 1995: Forever Hustlin'
- 1999: Coup d'Etat
- 2002: A Prince in Exile
- 2006: Population Control
- 2009: Deathwish

### Single
- 1994: "Last Night"
- 1995: "In the Game"
- 1995: "Definition of Ah Hustla"